# Klaus Hennig
Klaus Hennig (Breslavia, 27 de enero de 1944) es un deportista de la RDA que compitió en judo. Ganó seis medallas en el Campeonato Europeo de Judo entre los años 1966 y 1972.

## Palmarés internacional
| Campeonato Europeo | Campeonato Europeo      | Campeonato Europeo | Campeonato Europeo |
| Año                | Lugar                   | Medalla            | Categoría          |
| ------------------ | ----------------------- | ------------------ | ------------------ |
| 1966               | Luxemburgo (Luxemburgo) | Medalla de bronce  | Abierta            |
| 1967               | Roma (Italia)           | Medalla de bronce  | +93 kg             |
| 1967               | Roma (Italia)           | Medalla de bronce  | Abierta            |
| 1968               | Lausana (Suiza)         | Medalla de bronce  | Abierta            |
| 1970               | Berlín Oriental (RDA)   | Medalla de oro     | Abierta            |
| 1972               | Voorburg (Países Bajos) | Medalla de bronce  | Abierta            |